# Villa comunale di Cittanova

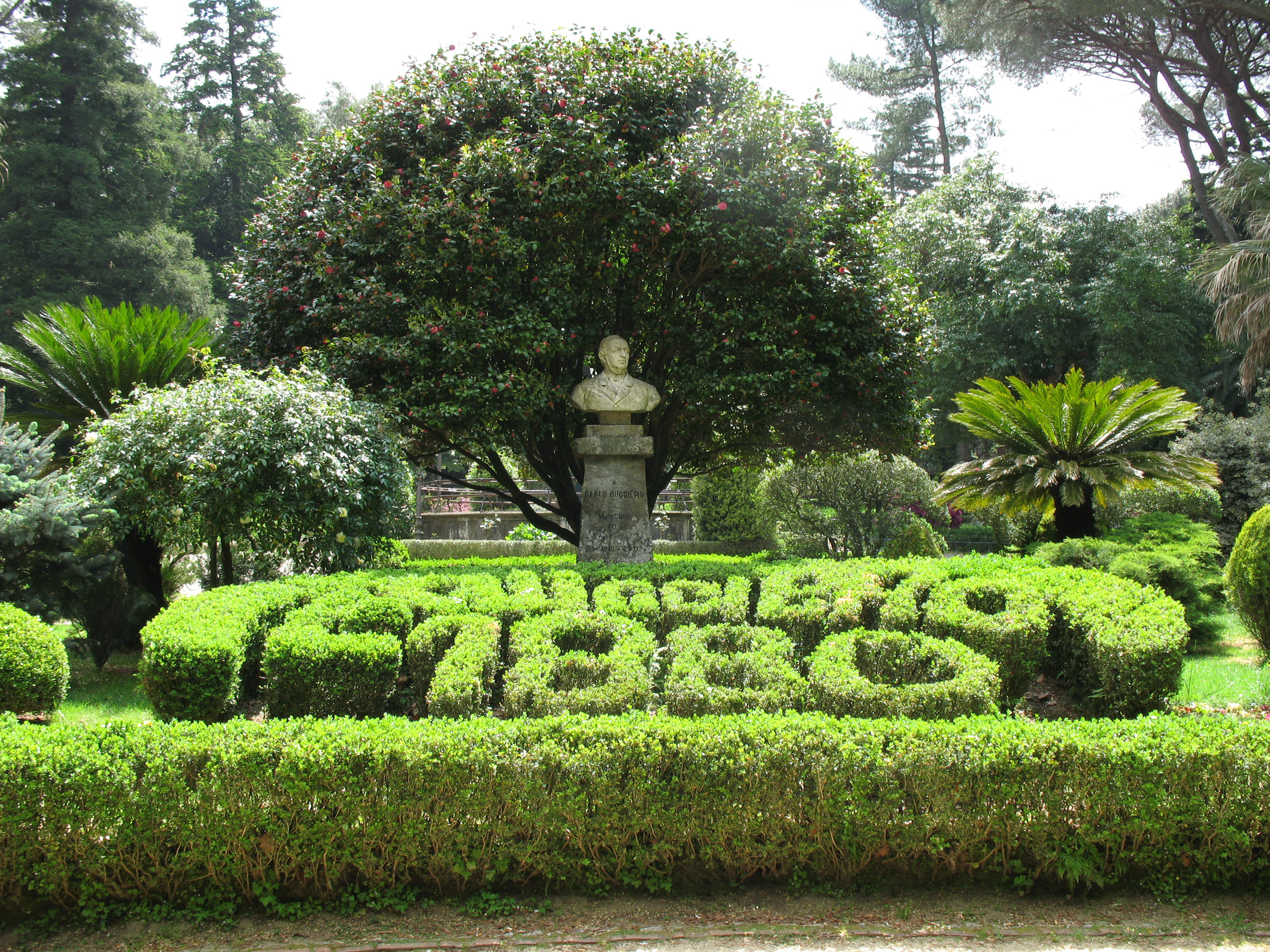
Il parco della villa

La Villa Comunale "Carlo Ruggiero" di Cittanova è un "Monumento Nazionale d'interesse storico-naturalistico" riconosciuto dal Ministero per i Beni e le Attività Culturali.

## Storia

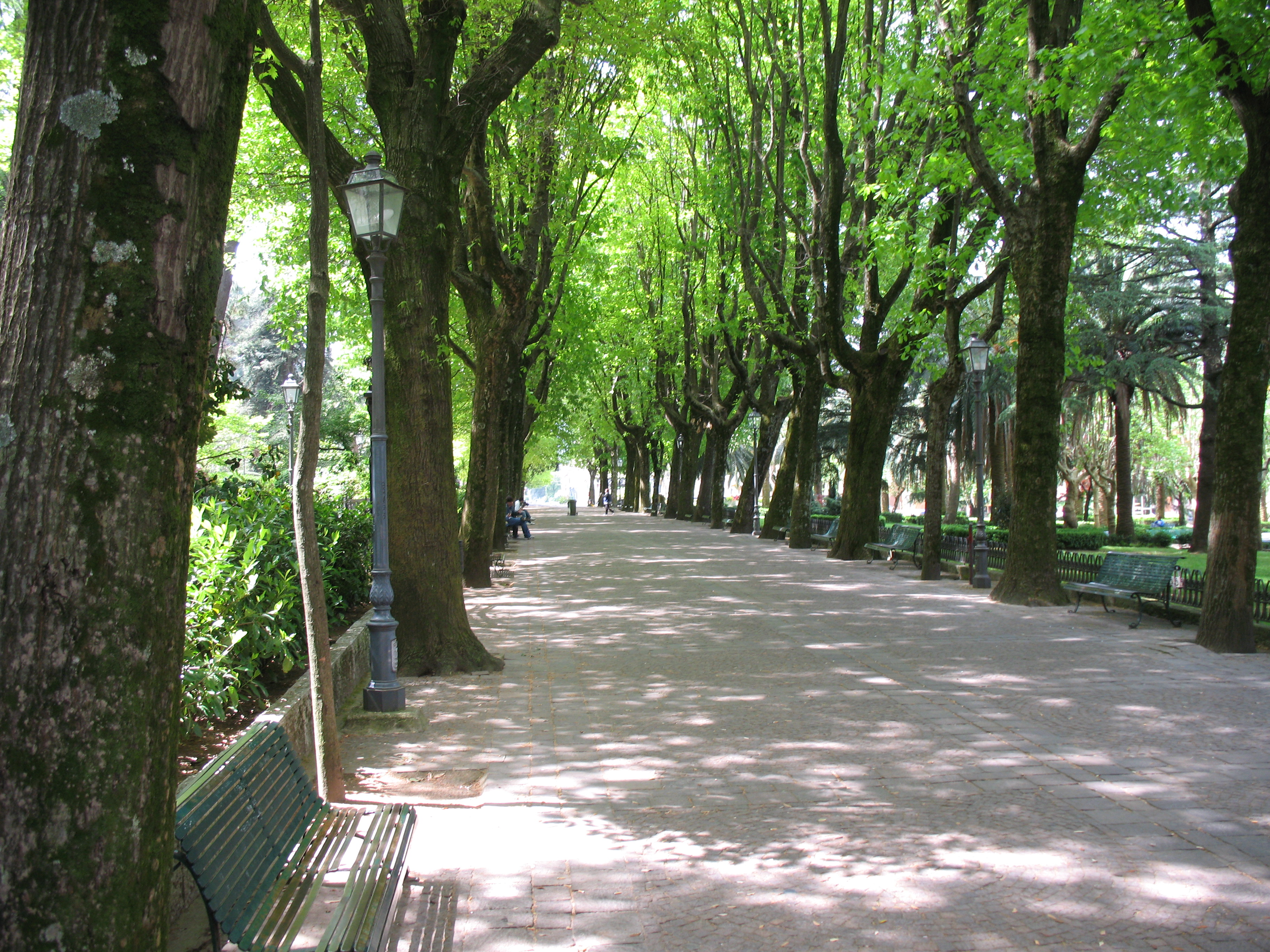
Il viale che attraversa il parco

Fu costruita a proprie spese (il costo fu di trentamila lire dell'epoca) da Carlo Ruggiero, e donata, durante il suo mandato di sindaco (1880-1885), al comune con delibera del 29 marzo 1880, nel cui atto si legge: «essendosi dall'attuale sindaco signor Carlo Ruggiero, promossa e completata a proprie spese, nel giardino di questo paese, una bella villa, per pubblico comodo ed ornamento». Il progetto fu dell'ingegnere di origine svizzera Enrico Fehr, anche progettista della villa Mazzini di Messina, di quella di Palmi e numerose altre ville in Calabria e Sicilia. La villa fu intitolata a Carlo Ruggiero con deliberazione del Consiglio comunale n. 170 del 19 luglio 1973.

## Progetto
La villa si estende su 26515 m² ed è divisa in due parti:
- I quattro giardini comunali in stile inglese di forma triangolare divisi da due viali che si incrociano a formare una "x", all'incrocio dei viali si trova una fontana monumentale costruita in occasione dell'inaugurazione dell'acquedotto comunale;
- La villa propriamente detta, in stile italiano, delimitata su tre lati da esemplari di leccio a cui si accede da due cancelli in ferro battuto, sul primo ingresso vi è il busto di Carlo Ruggiero opera dello scultore cittanovese Girolamo Scionti con davanti una siepe di bosso che forma la cifra 1880 (anno di fondazione), sul secondo ingresso il monumento ai caduti opera di Michele Guerrisi ed una fontana ornamentale con giochi d'acqua.

All'interno sono presenti:

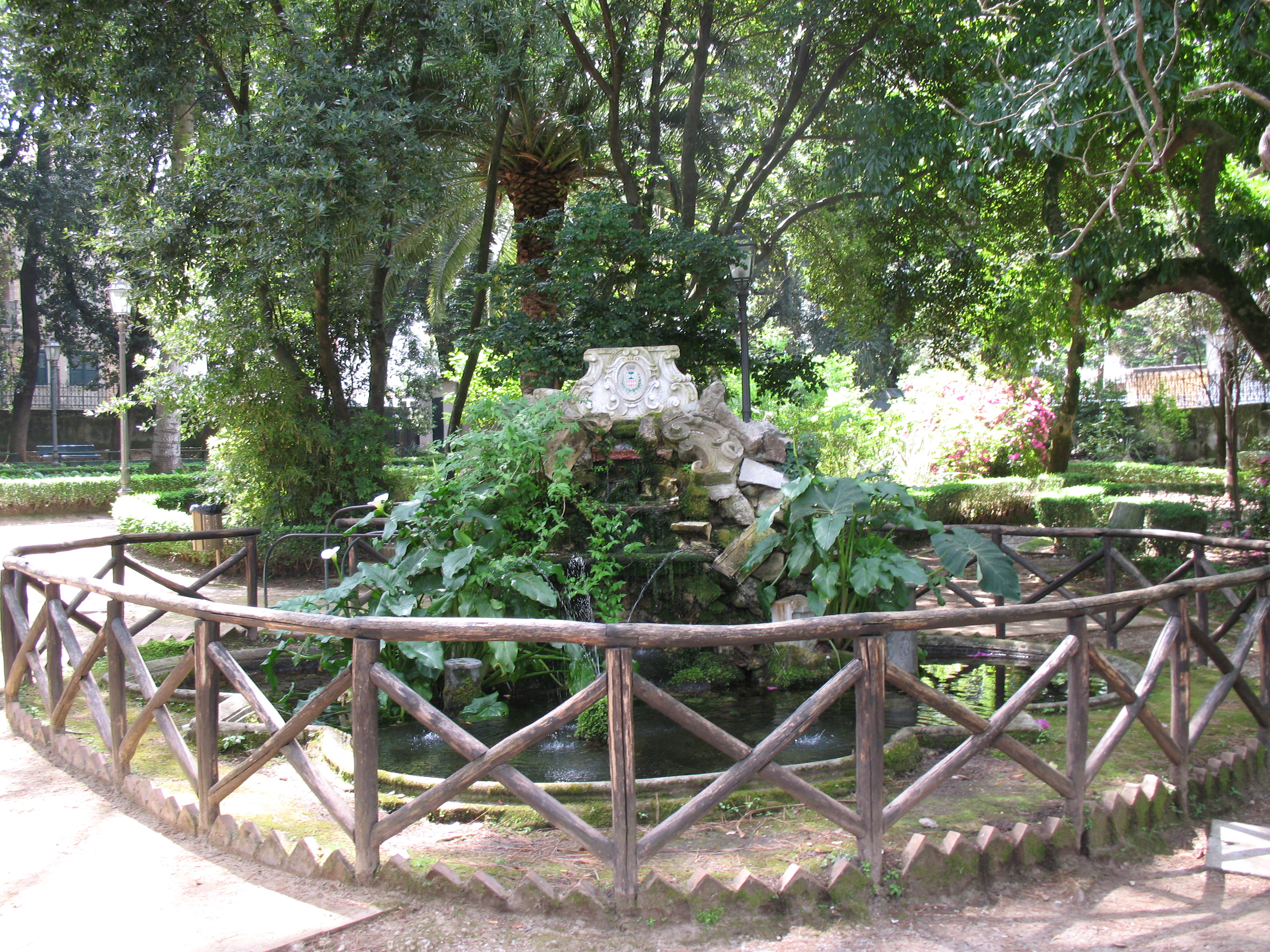
La fontana dei marmi

- La fontana dei marmi costruita con i resti del convento degli Alcantarini, distrutto dal sisma del 1783, opera anch'essa di Girolamo Scionti;
- Il monumento in onore di Alberto Cavaliere opera del figlio Alik.

Nel 2008 è stato istituito un Giardino dei Giusti.

## Specie presenti

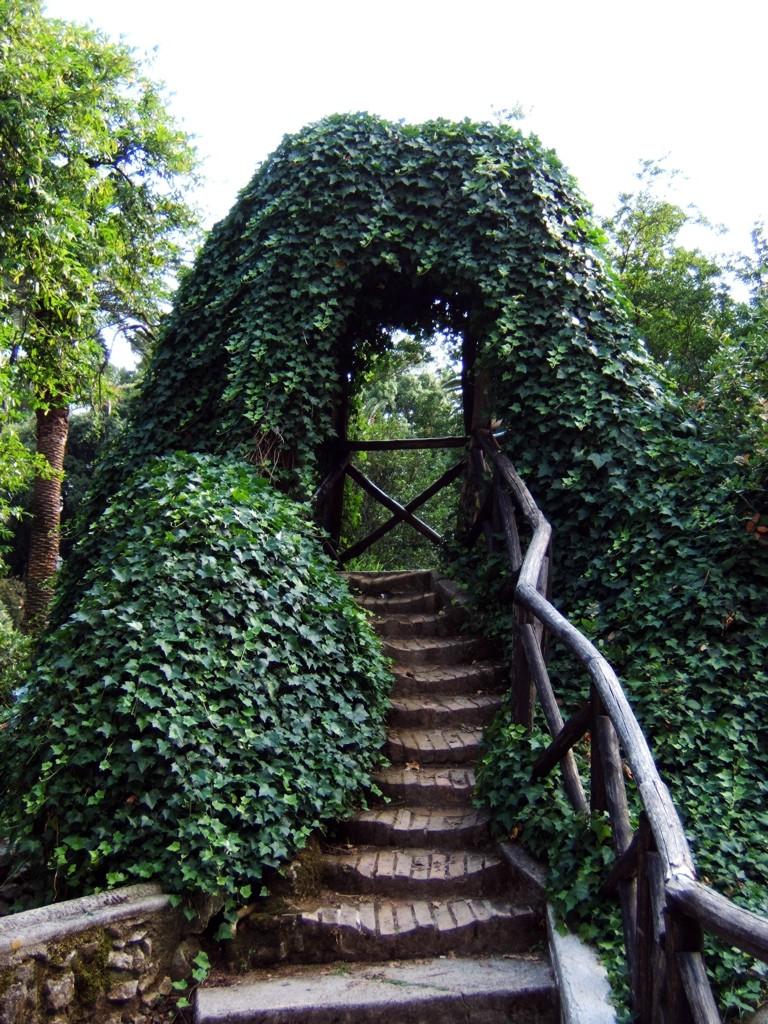
Il pagliarello

Molte le specie presenti, sia autoctone che straniere, alcune delle quali molto rare. L'elenco completo è il seguente:
- Abete bianco (Abies alba)
- Abete rosso (Peccio) (Picea abies)
- Acero giapponese (Acer palmatum)
- Agrifoglio comune (Ilex aquifolium)
- Agrifoglio variegato (Ilex aquifolium aureomarginata)
- Agrumi (Citrus spp.)
- Albero dei sigari (Catalpa bignonioides)
- Albero dei tulipani (Liriodendron tupilifera)
- Alloro (Laurus nobilis)
- Aucuba (Aucuba japonica)
- Azalea (Rhododendron spp.)
- Bosso ad albero (Buxus)
- Bosso siepi (Buxus sempervirens)
- Calicanto (Calycanthus)
- Callistemone (Callistemon linearis)
- Camelia (Camelia japonica)
- Cedro del Libano (Cedrus libani)
- Cedro dell'Himalaya (Cedrus deodara pendula)
- Cedro dell'Himalaya (Cedrus deodara)
- Chinotto (Citrus myrtifolia)
- Ciliegio ornamentale (Prunus serrulata)
- Cocculus laurofolius
- Corbezzolo (Arbutus unedo)
- Cotoneaster
- Cryptomeria japonica
- Cycas revoluta
- Dasylirion serratifolium
- Dracena (Cordyline australis)
- Elaeagnus angustifolia
- Erica arborea
- Faggio comune (Fagus sylvatica)
- Falso gelsomino (Trachelospermum jasminoides)
- Feijoa (Feijoa sellowiana)
- Fiore del paradiso (Strelitzia spp)
- Ginepro (Juniperus aurea)
- Ginkgo biloba
- Lagerstroemia (Lagerstroemia indica)
- Lauroceraso (Prunus laurocerasus )
- Leccio (Quercus ilex)
- Ligustro (Ligustrum japonica)
- Magnolia Magnolia grandiflora
- Magnolia soulangeana Magnolia soulangeana
- Mandarino cinese (Kumquat)
- Melograno (Punica granatum)
- Mimosa (Acacia dealbata)
- Nandina domestica
- oleandro (Nerium oleander)
- palme:
  - palma della California (Washingtonia filifera)
  - palma delle Canarie (Phoenix canariensis)
  - palma nana (Chamaerops humilis)
  - palma della Cina (Trachicarpus excelsus)
- Phormium
- Photinia
- Peccio del Colorado (Picea pungens glauca)
- Pini:
  - Pino domestico (Pinus pinea)
  - Pino marittimo (Pinus pinaster)
  - Pino nero austriaco (Pinus nigra)
  - Pino strobo (Pinus strobus)
- Pittosporo (Pittosporum tobira
- Polygala
- Pyracantha
- Rododendro (Rhododendron)
- Roseto
- Sequoia (Sequoia sempervirens)
- Tasso (tasso)
- Tiglio nostrano (Tilia platyphillos)
- Tuja (tuja)